# Empeh (Mutiara Timur)
Empeh is een bestuurslaag in het regentschap Pidie van de provincie Atjeh, Indonesië. Empeh telt 523 inwoners (volkstelling 2010).